# Cung thái hậu (Nhà Lương)

Cung thái hậu (chữ Hán: 龔太后), không rõ tên thật, (?-562), thụy hiệu: Nguyên thái hậu (元太后) là một hoàng thái hậu của triều đại nhà Lương. Bà là thiếp thất của Chiêu Minh thái tử Tiêu Thống, là mẹ đẻ của Lương Tuyên Đế (梁宣帝) Tiêu Sát (萧詧) trong lịch sử Trung Quốc.

## Bảo lâm
Cung thị là vợ lẽ của hoàng thái tử Tiêu Thống, con cả của Lương Vũ Đế Tiêu Diễn, song đã qua đời trước cả vua cha. Cung thị được phong là Bảo lâm (保 林), địa vị thứ nhì dưới thái tử phi.
Năm 519, Cung bảo lâm hạ sinh con trai Tiêu Sát (không biết trong số 4 người con trai còn lại của Tiêu Thống có ai là con trai của bà hay không). Sử chép khá ít về gia cảnh của Cung bảo lâm. Tiêu Sát có mối quan hệ khá thân với cháu trai của đích mẫu Thái thái tử phi là Thái Đại Bảo (蔡 大 寶) hơn bất kỳ người anh em họ trong họ mẹ mình.
Tài liệu lịch sử về Cung thái hậu không phải là nhiều. Năm 548, tướng Hầu Cảnh nổi dậy và tấn công Kiến Khang, sang năm 549 thì chiếm được kinh thành và biến Lương Vũ Đế và Thái tử Tiêu Cương thành con tin. Tiêu Sát, khi đó Nhạc Dương vương, đóng căn cứ ở Tương Dương (襄陽, nay thuộc Tương Phàn, Hồ Bắc).
Khi Tiêu Sát rời Tương Dương, Thái Đại Bảo và Cung bảo lâm đã ở lại trấn thành, chống lại cuộc tấn công bất ngờ từ tướng Đỗ Ngạn (杜 岸), người đã phục vụ dưới trướng Tiêu Sát nhưng đã hàng Tiêu Dịch. Sau đó, để chống đỡ các cuộc tấn công Tiêu Dịch, Tiêu Sát đã đầu hàng Tây Ngụy, mong trở thành một chư hầu và thỉnh cầu cứu viện.

## Hoàng thái hậu và thái hoàng thái hậu
Trong 555, sau khi lực lượng Tây Ngụy đánh bại và giết chết Lương Nguyên Đế Tiêu Dịch. Khoảng tết năm 555, chính quyền Tây Ngụy lập Tiêu Sát làm hoàng đế triều Lương vào mùa xuân năm 555, tức Lương Tuyên Đế. Tuyên Đế truy tôn cha Tiêu Thống là Chiêu Minh hoàng đế và thái tử phi Thái thị của cha là Chiêu Đức hoàng hậu. Tuyên Đế cũng tôn mẹ đẻ Cung bảo lâm làm hoàng thái hậu.
Mùa xuân năm 562, Tuyên Đế mất. Cháu nội bà là Tiêu Khuy lên ngôi kế vị, tức Lương Minh Đế. Minh Đế đã tôn bà nội Cung thái hậu làm thái hoàng thái hậu. Cung thái hoàng thái hậu qua đời khoảng ba tháng sau đó.